# Варсак
Варсак или Варсаг (азерб. Varsaq или Varsaq eli или ) — одно из тюркских племен входивших в состав кызылбашской племенной конфедерации.
Племя варсак относилось к караманскому элю, и владело оймаком в области Тарсуса. Большая часть этого племени перешла в шиизм и стали мюридами ордена Сефевиййе при шейхе Джунейде, переселившись в Азербайджан. Хотя из числа этого племени не было крупных эмиров "столпов держав", но многие знатные представители племени были командирами крупных воинских соединений, а воины племени входили в число шахских курчи со времен шаха Исмаила I. 